# Greater Hume Shire
Greater Hume Shire är en kommun i Australien. Den ligger i delstaten New South Wales, i den sydöstra delen av landet, omkring 420 kilometer sydväst om delstatshuvudstaden Sydney. Antalet invånare var 10 351 vid folkräkningen 2016. Arean är 5 749 kvadratkilometer.
Följande samhällen finns i Greater Hume Shire:
- Jindera
- Holbrook
- Culcairn
- Henty
- Gerogery
- Walla Walla
- Little Billabong
- Brocklesby